# Koningsvarenfamilie
De koningsvarenfamilie (Osmundaceae) is een familie van ongeveer twintig soorten grote, soms boomvormende varens, die voorkomen van gematigde tot tropische streken.
De familie is in België en Nederland vertegenwoordigd door de koningsvaren (Osmunda regalis).
Osmundaceae-soorten worden voor het eerst aangetroffen in het laat-Perm.

## Naamgeving enetymologie
De familie Osmundaceae is vernoemd naar het geslacht Osmunda.

## Kenmerken
Osmundaceae-soorten zijn vaatplanten met een zeer duidelijke generatiewisseling. De sporofyten bezitten goed ontwikkelde wortels, stengels en macrofyllen (bladen met vertakte nerven) en een uitgebreid systeem van vaatbundels. De bladen zijn opvallend groter dan die van de meeste andere varens en zijn dimorf (er is een duidelijk onderscheid tussen fertiele bladen of sporofyllen en steriele of trofofyllen), of elk blad apart bestaat uit een onvruchtbaar deel, de trofofoor, en een afgescheiden vruchtbaar deel, de sporofoor, meestal op de top van het blad. De koningsvarens staan daardoor ook wel bekend als flowering ferns (bloemvarens).
De stengel is anatomisch een ectofloische sifonostele, waarbij er enkel floëem aan de buitenzijde van het xyleem ontstaat.
De bladen kunnen ruw en leerachtig zijn, als bij de kaneelvaren (Osmunda cinnamomeum), tot dun en doorschijnend als bij Leptopteris.
Osmundaceae-soorten vormen een stevige, rechtopstaande wortelstok of rizoom, die bij sommige soorten kan uitgroeien tot een korte schijnstam. De wortelstok is voorzien van een dikke mat van draderige wortels.
De sporendoosjes of sporangia zijn niet gerangschikt in sporenhoopjes of sori. Ze lijken op die van de leptosporangiate varens, doch vertonen nog een aantal kenmerken van de eusporangiate varens: ze ontstaan uit meer dan één cel en produceren nog talrijke (128 tot 512) sporen elk. De wand van het sporangium is meerlagig. Er is een laterale annulus (een lijn van bijzondere, verdikte cellen van de sporangiumsteel tot de top, die een rol speelt bij het openen van het sporendoosje). De sporen zijn groen en halfbolvormig.
De gametofyten zijn tot 4 cm groot, groen, leven bovengronds en zijn autotroof. Ze kunnen meerdere jaren oud worden.

## Habitaten verspreiding
De familie omvat terrestrische soorten verspreid over de gematigde streken van het Noordelijk halfrond, de subtropen en de tropen van Azië, Afrika en Oceanië. Zeldzaam in de Neotropen.

## Taxonomie
In de taxonomische beschrijving van Smith et al. (2006) is de familie Osmundaceae als enige familie in de orde Osmundales geplaatst, die samen met het grootste deel van de varens de klasse Polypodiopsida vormen.
Volgens diezelfde auteurs omvat de familie drie geslachten en ongeveer twintig soorten. De familie vormt in deze samenstelling een monofyletische groep.
De kaneelvaren (O. cinnamomea) werd in 2008 door Metzgar et al. echter terug in het geslacht Osmundastrum geplaatst.
- Familie: Osmundaceae
  - Geslachten:
    - Leptopteris
    - Osmunda (incl. Plenasium)
    - Osmundastrum
    - Todea

### Beschreven soorten
Van de koningsvarenfamilie worden de volgende soorten in detail beschreven:
- Leptopteris fraseri
- Osmunda claytoniana
- Osmunda japonica
- Osmunda regalis (Koningsvaren)
- Osmundastrum cinnamomeum (Kaneelvaren)
- Todea barbara

Geslacht: Leptopteris

Soorten: L. alpina · L. fraseri · L. hymenophylloides · L. laxa · L. moorei · L. superba · L. wilkesiana · L. ×intermedia

Geslacht: Osmunda (+Plenasium)

Soorten: O. angustifolia · O. banksiifolia · O. claytoniana · O. collina · O. gracilis · O. herbacea · O. huegeliana · O. japonica · O. javanica · O. lancea · O. mildei · O. piresii · O. regalis (Koningsvaren) · O. vachellii · O. ×ruggii

Geslacht: Osmundastrum

Soort: O. cinnamomeum (Kaneelvaren)

Geslacht: Todea

Soorten: T. barbara · T. papuana · T. tidwellii